# Bo Pellnäs
Bo Pellnäs, född 22 oktober 1939 i Högalids församling i Stockholms stad, är en svensk militär. 

## Biografi
Pellnäs avlade officersexamen vid Krigskolan 1961 och utnämndes samma år till fänrik i Värmlands regemente, där han befordrades till kapten 1969. Han gick Stabskursen vid Militärhögskolan 1969–1971 och befordrades till major 1972. År 1974 inträdde han i Generalstabskåren, varefter han var detaljchef vid Arméstaben 1974–1977 och avdelningschef vid Infanteriets stridsskola 1977–1979. Han befordrades till överstelöjtnant 1979, inträdde i Generalstabskåren 1980, var sektionschef vid staben i Bergslagens militärområde 1980–1983 och bataljonschef vid Livregementets grenadjärer 1983–1984. Åren 1983–1984 var han också chef för svenska bataljonen på Cypern. År 1984 befordrades han till överste, varpå han 1984–1986 var ställföreträdande befälhavare för Östergötlands försvarsområde tillika ställföreträdande chef för Livgrenadjärregementet. 
Han var chef för Norrbottens regemente 1986–1988, utbildade sig vid Försvarshögskolan 1987 och var observatör för Förenta Nationerna i Afghanistan 1988–1989. År 1989 befordrades han till överste av första graden, varefter han var chef för Produktionsledningen i Arméstaben 1990–1992. Åren 1992–1995 var han verksam i före detta Jugoslavien: som chef för Förenta Nationernas observatörer 1992–1993, som rådgivare och förhandlare vid International Conference on the Former Yugoslavia 1993–1994 och som chef för gränsövervakningen i Serbien och Montenegro. Han pensionerades från Försvarsmakten 1995. Han var därefter verksam vid OSSE:s kontor i Belgrad 1998–1999.
Bo Pellnäs invaldes 1997 som ledamot av Kungliga Krigsvetenskapsakademien.

## Publicerade böcker
- Pellnäs, Bo (1995). Utan slut? Kriget på Balkan. Bilder från ett FN-uppdrag. Stockholm: Bonniers. ISBN 91-0056-067-7.
- Pellnäs, Bo (1996). De hundra dagarna. På gränsvakt i Serbien. Stockholm: Bonniers. ISBN 91-0056-234-3.